# 藤島町 (日進市)
藤島町（ふじしまちょう）は、愛知県日進市の町名。15の小字が設置されている。

## 地理
日進市中央部に位置し、西は岩崎町・本郷町、南は藤枝町・米野木町、北は岩藤町・五色園一丁目・長久手市岩作三ケ峯に接する。

### 河川
- 岩崎川（岩藤川）
- 愛知用水

### 池沼
- 機織池

### 小字
- 相山（あいやま）
- 大根（おおね）
- 上田（かみだ）
- 瓶の側（かめのそば）
- 五反田（ごたんだ）
- 小万場（こまんば）
- 芝干（しばほし）
- 長塚（ちょうづか）
- 寺下（てらした）
- 八反田（はったんだ）
- 東浦（ひがしうら）
- 平子（ひらこ）
- 前田（まえだ）
- 六郷（ろくごう）
- 六反田（ろくたんだ）

## 世帯数と人口
2022年（令和4年）1月1日現在の世帯数と人口は以下の通りである。
| 町丁   | 世帯数  | 人口    |
| ------ | ------- | ------- |
| 藤島町 | 632世帯 | 1,573人 |

## 学区
市立小・中学校に通う場合、学区は以下の通りとなる。また、公立高等学校に通う場合の学区は以下の通りとなる。
| 字・番地等 | 小学校               | 中学校               | 高等学校普通科 |
| ---------- | -------------------- | -------------------- | -------------- |
| 下記以外   | 日進市立東小学校     | 日進市立日進東中学校 | 尾張学区       |
| 長塚の一部 | 日進市立相野山小学校 | 日進市立日進東中学校 | 尾張学区       |

## 歴史
愛知郡藤島村を前身とする。

### 町名の由来
海東郡藤島（とうしま）村（藤島神社がある旧海東郡秋竹村（現・あま市七宝町秋竹））で水害を被った住民数人が当地に移住してきたことによる説があるが、『日進町誌』においてその信憑性に疑問が呈されている。

### 沿革
- 1889年（明治22年）10月1日 - 町村制施行・合併に伴い、愛知郡白山村大字藤島となる[8]。
- 1906年（明治39年）5月10日 - 合併に伴い、日進村大字藤島となる[8]。
- 1958年（昭和33年）1月1日 - 町制施行に伴い、日進町大字藤島となる[8]。
- 1994年（平成6年）10月1日 - 市制施行に伴い、日進市藤島町となる[9][10]。

### 史跡
- 藤島城址

## 施設
- 日進市立日進東中学校（米野木町にまたがる）
- 日東保育園
- 藤島公会堂
- 日進市総合運動公園（岩藤町にまたがる）
- 名城大学日進総合グラウンド
- 藤島テニスコート
- わらべや日洋食品名古屋工場
- 花王日進センター
- 尾張陸運名古屋東物流センター
- 龍谷寺

## 交通
- 愛知県道233号岩作諸輪線

## その他

### 日本郵便
- 郵便番号 : 470-0102[2]（集配局：日進郵便局[11]）。